# Jessica Burciaga

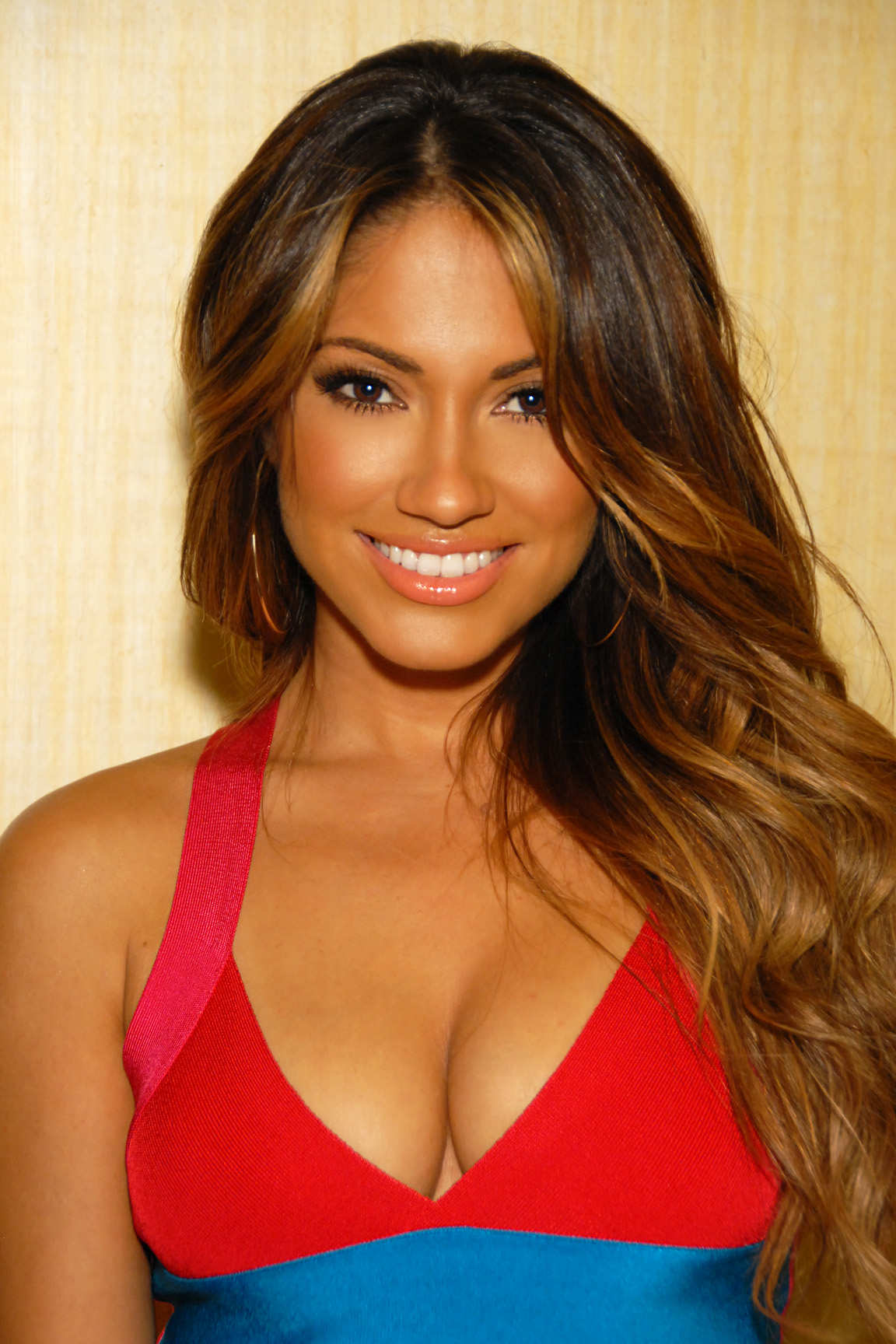
Jessica Burciaga (2011)

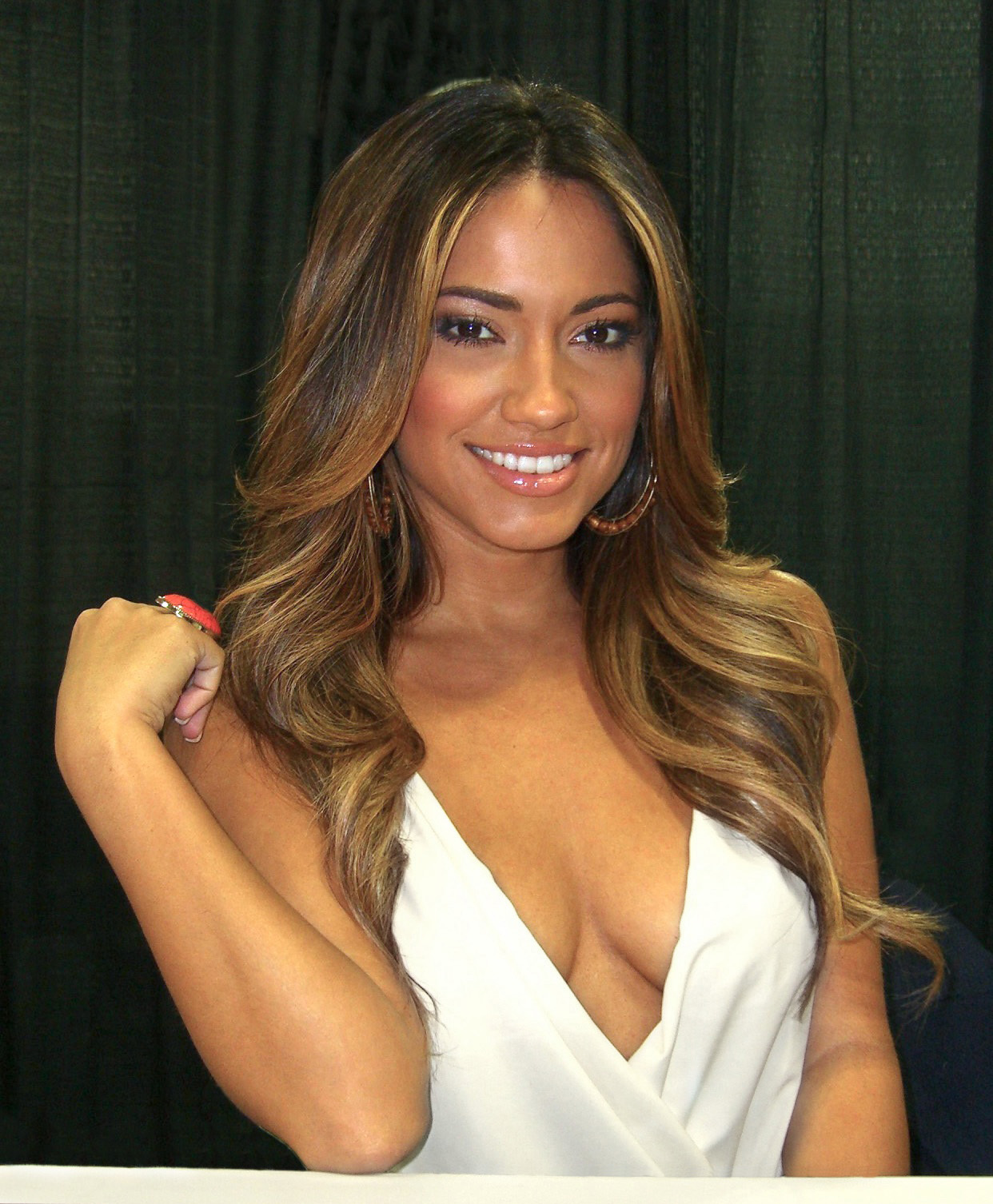
Jessica Burciaga (2011)

Jessica Irene Burciaga (* 11. April 1983 in Santa Fe Springs, Kalifornien, USA) ist ein US-amerikanisches Model und Playmate.

## Karriere
Burciaga arbeitete zunächst als Kellnerin in einem Hooters-Restaurant in Anaheim. Hooters ist für die aufreizende Dienstkleidung und das Verhalten (beispielsweise Tanzeinlagen) seiner ausschließlich weiblichen Servierkräfte (sogenannte „Hooters-Girls“) in den Hooters Sportsbars bekannt, so dass die Kellnerinnen nicht selten als Models angesehen werden.
Weitere Erfolge im Modelbusiness konnte sie 2005 durch eine Fotostrecke im Stuff-Magazin vorweisen. Danach war sie in vielerlei anderen Magazinen wie Maxim, Performance Auto & Sound, Latino Future, Open Your Eyes oder Import Tuner zu sehen. Außerdem tauchte sie im EA-Sports-Spiel Fight Night Round 3 als Ringgirl auf. Sie hatte auch Auftritte in Musik-Videos, wie beispielsweise Move For Me von Cassper Nyovest.
2006 begann sie einen Job als Black-Jack-Dealerin in der Playboy Mansion und im Playboy Club Las Vegas. 2008 hatte sie mehrere Gastauftritte in der Serie The Girls of the Playboy Mansion, 2009 war sie in der Februar-Ausgabe des amerikanischen Playboys Playmate des Monats.

## Persönliches
Jessica Burciaga ist die Tochter eines Mexikaners und hat mütterlicherseits französische und irische Wurzeln, außerdem hat sie zwei jüngere Brüder. Sie ist studierte Sportjournalistin.

## Filmografie
- 2008: The Girls of the Playboy Mansion (Fernsehserie, 3 Episoden)
- 2011: WMB 3D: World’s Most Beautiful (Dokumentation)
- 2015: The Making of SlickforceGirl (Fernsehserie, 1 Episode)
- 2017: Hip Hop Squares (Fernsehserie, 1 Episode)